# Bezerenbam
Bezerenbam o  Bazaram-ban fue un líder valaco gobernante de Oltena y aliado de Mișelav en 1241, durante la invasión mongola de Hungría. 

## Biografía
Las únicas referencias a su persona aparecen en una crónica persa. En su obra, Istoria romanilor, Alexandru D. Xenopol considera que es posible que Bezerenbam, o Basarab el ban, sea la misma persona que Litovoi, mencionado en un documento de 1247 como gobernante del mismo territorio. Considera a Bazaram-bam como ancestro de la dinastía rumana Basarab. Bogdan Petriceicu Hasdeu también cree que el líder era Basarab el ban, un líder local, mientas que Constantin C. Giurescu considera que su nombre es una forma distorsionada del título de ban de Severin (Terra Zeurino). Según la crónica persa Jami al-Tawarij de Rashid-al-Din Hamadani:

A mediados de la primavera (1240), los príncipes cruzaron las (...) montañas para entrar en el país de Bulars y Bashguirds. Orda, que marchaba por la derecha, pasando por el país de Ilaut, se encontró (¿Bezerenbam?) con un ejército; este último ha sido derrotado. Cardan y Buri fueron contra los Sassans, y los derrotaron después de tres batallas. Budjek cruzó las montañas de ese país para entrar en Cara-Ulag (probablemente Transilvania y Valaquia), derrotó a los ulags (valacos), cruzó las (...) montañas y entró en el país de (¿Mișelav?), donde venció al enemigo que le esperaba.